# 密昌墀
密昌墀（1852—1919），湖北省漢陽府漢陽縣巨龙岗兰图嘴人，清朝政治人物、同進士出身。
光緒十八年（1892年），参加光緒壬辰科殿試，登進士三甲129名。同年五月，著交吏部掣签分发各省，以知县即用